# Karsten Ewert
Karsten Ewert (* 30. Oktober 1937 in Westerstede) ist ein deutscher Arzt und Sanitätsoffizier außer Dienst des Heeres der Bundeswehr, zuletzt im Dienstgrad Generalarzt.

## Leben
Ewert trat im April 1958 als Wehrpflichtiger in die Bundeswehr ein und wurde zum Reserveoffizier der Nachschubtruppe ausgebildet. Von 1960 bis 1966 studierte er an der Ludwig-Maximilians-Universität München, wo er 1966 promovierte. Neben dem Studium absolvierte Ewert bis 1967 mehrere Wehrübungen und wurde in dieser Zeit zum Hauptmann der Reserve befördert.
1969 trat er als Wiedereinsteller erneut in die Bundeswehr ein, wo er im Dienstgrad Stabsarzt als Truppenarzt beim Versorgungsbataillon 246 in Mitterharthausen eingesetzt und zum Berufssoldaten ernannt wurde. Ein Jahr später wurde er Kompaniechef der 2./SanLehrBtl 210 (später 865 und zuletzt 851). Im Anschluss war er Brigadearzt der Panzerlehrbrigade 9 und gleichzeitig Lehrstabsoffizier an der Panzertruppenschule in Munster. Von 1976 bis 1980 war er Angehöriger der Abteilung IX im Heeresamt und dort zuletzt Dezernatsleiter. Es folgte eine zweijährige Verwendung als Divisionsarzt bei der 11. Panzergrenadierdivision, danach ein Jahr als Korpsarzt beim II. Korps in Ulm, bevor er im Oktober 1983 Referatsleiter InSan II 2 wurde. Zuletzt war er vom 1. April 1987 bis 30. September 1996 im Dienstgrad Generalarzt Kommandeur der Akademie des Sanitäts- und Gesundheitswesens der Bundeswehr in München.
Seit seiner Versetzung in den Ruhestand praktiziert Ewert als Facharzt für Allgemeinmedizin in Freising und war Vorsitzender des wissenschaftlichen Beirats beim TÜV Süd Product Service GmbH.
Ewert ist Sportler und nimmt an Marathonläufen und Triathlons teil. Er ist verheiratet und Vater dreier Kinder, darunter der Komponist Maximilian C. Jehuda Ewert.
Ewert ist verheiratet, hat drei Kinder und ist Angehöriger des Corps Bavaria München.

## Auszeichnungen
- Verdienstkreuzes Erster Klasse des Verdienstordens der Bundesrepublik Deutschland.[8]
- 1994: Legion of Merit (Officer)[9]